# Alpi Breonie Orientali
Le Alpi Breonie Orientali (dette anche Alpi del Tux oppure Catena Croda Alta-Olperer; Tuxer Kamm o Tuxer Hauptkamm in tedesco) sono un gruppo montuoso nelle Alpi dei Tauri occidentali che si trovano lungo la linea di confine tra l'Italia (Alto Adige) ed Austria (Tirolo)

## Classificazione
La Partizione delle Alpi le vedeva inserite nel gruppo alpino Alpi Breonie nella grande sezione Alpi Retiche.
La SOIUSA le vede come settore di sottosezione e vi attribuisce la seguente classificazione:
- Grande Parte = Alpi Orientali
- Grande Settore = Alpi Centro-orientali
- Sezione = Alpi dei Tauri occidentali
- Sottosezione = Alpi della Zillertal
- Settore = Alpi Breonie Orientali
- Codice = II/A-17.I/A[2]

L'AVE le denomina come Tuxer Hauptkamm (Catena principale di Tux) inserendole nelle Alpi della Zillertal.

## Delimitazioni
Le Alpi Breonie Orientali sono delimitate dal passo del Brennero, dal passo di Vizze e dal Tuxerjoch.

## Suddivisione
Le Alpi Breonie Orientali, sempre secondo la SOIUSA, sono suddivise in due gruppi:
- Gruppo Gerla-Croda Alta (1)
- Gruppo dell'Olperer (2)

## Vette
- Olperer - 3.476 m
- Schrammacher - 3.410 m
- Fußstein - 3.380 m

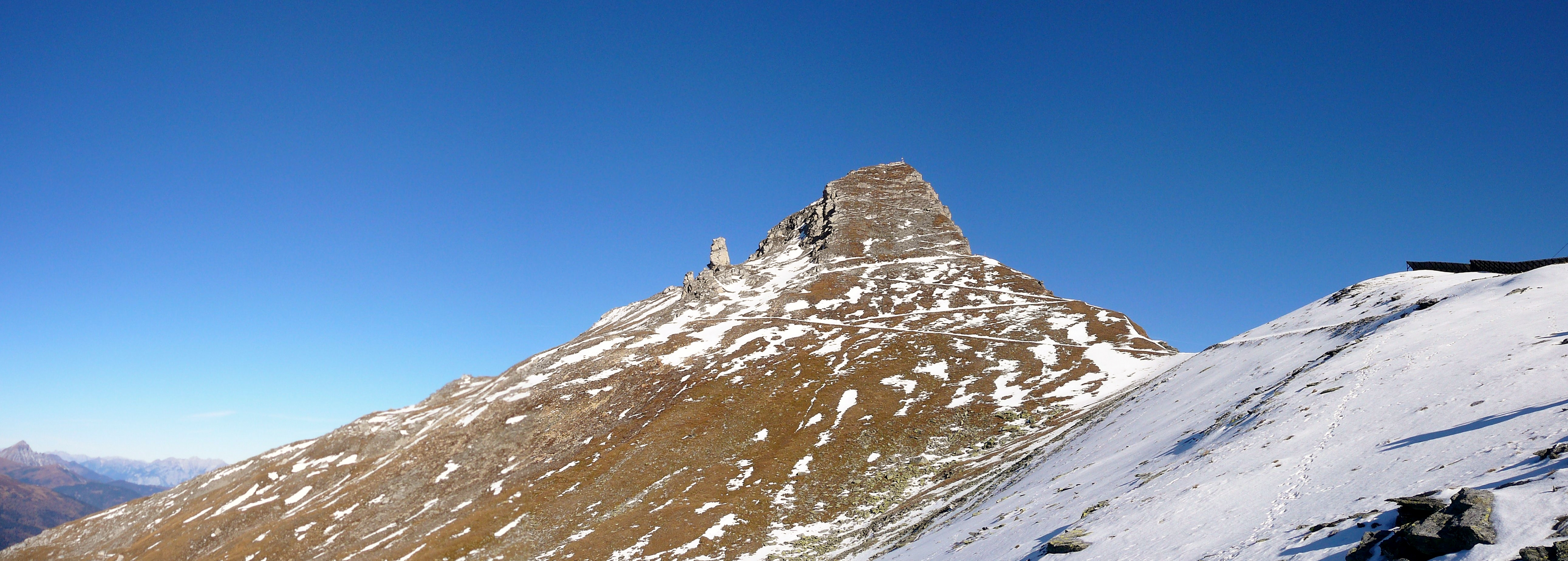
Il Spina di Lupo.

- Croda Alta (ted. Hohe Wand) - 3287 m
- Realspitze - 3.038 m
- Monte Gerla (ted. Kraxentrager) - 2.999 m
- Grinbergspitze - 2.886 m
- Spina di Lupo - 2.783 m
- Punta Bianca (ted. Weißspitze) - 2.714 m